# Христо Г. Данов
 Тази статия е за възрожденския книжовник.  За литературната награда на негово име вижте Христо Г. Данов (награда).  За други значения вижте Христо Данов.
Христо Груев Данов e български възрожденски учител и книжовник, родоначалник на книгоиздаването в България. Наричан е „Апостол на народната просвета“.

## Биография
Роден е на 27 юли 1828 г. в град Клисура. Първоначално учи в клисурското килийно училище. След него продължава образованието си в класното училище на Сава Радулов в Панагюрище, а по-късно и в Копривщица при Найден Геров и Йоаким Груев.
През 1849 става помощник-учител в Пловдив. Основава първото неделно училище в Стрелча през 1850 г. От 1854 г. е учител в школата на Найден Геров. Основава класно училище и читалище в родния си град Клисура.
През 1857 година заедно с учителя Ячо (Йоаким) Трувчев и книговезеца Нягул Бояджийски учредява „Дружествена книговезница“ – първото българско предприятие за издаване и разпространение на книги. Постепенно дружеството се прераства в книжарница и издателство. През 1862 година то се преименува на „Книгоиздателство Хр. Г. Данов и с-ие“. Като съдружник се включва и Йоаким Груев. Основават се клонове в Русе, Велес, София и Лом. В периода 1869 – 1876 издава списание „Летоструй или домашен календар“. Издателството снабдява училищата с учебници на говорим български език и разнообразни помагала – глобуси, учебни картини по ботаника и зоология, макети по физика и анатомия. За отпечатването им намира най-добрата славянска печатница във Виена.
Първата си печатница Данов основава във Виена – Българска печатница на Янко С. Ковачев и Сие и след Освобождението прехвърля машините си в Пловдив. Това е първата българска печатница, в която работят 12 души. Печатницата и книжарницата на Данов бързо се разрастват. От 1878 година Данов започва да издава първия общобългарски вестник, наречен „Марица“. Издава първите стенни географски карти в България.
В началото на XX век печатарските машини вече са снабдени с газови мотори, а печатницата разполага със своя букволеярна, словослагателно, машинно и книговезко отделение. През 1911 г. в нея работят повече от 100 души.
Христо Данов е приет за дописен член на Българското книжовно дружество през 1881 година, а през 1900 година е избран и за почетен член.
През 1882 година става народен представител в Областното събрание на Източна Румелия.
Кмет е на град Пловдив от 2 ноември 1896 до 12 април 1899 година. За работата си като кмет Данов отказва да получава заплата. По време на неговия мандат е изработен първият градоустройствен план на Пловдив от архитект Йосиф Шнитер.
Умира на 11 декември 1911 година. Погребан е в съборната църква „Света Богородица“.
Внуци на Христо Г. Данов са юристът Христо Данов (1922 – 2003) и историкът Христо Данов (1908 – 1997). Негов правнук е Веселин Данов (р. 1953). Негов праправнук е Христо Данов (р. 1981).

## Памет
На името на Христо Данов е преименувано през 1934 г. село Текия, Пловдивско.
На Христо Г. Данов е наречена улица в квартал „Сухата река“ в София (Карта).
През 1999 г. община Пловдив, Националният център за книгата и Министерството на културата учредяват национална награда за принос в книжовната култура на името на Христо Г. Данов.
̀

## Трудове и издания на Христо Г. Данов
- Кратка числителница за малки детца. Нарядил Х. Г. Данов. Издава ся от съдружеството на Българската книгопродавница в Пловдив. Пеща, 1859. У книгопечятн. Алойзия Бучянский Архив на оригинала от 2016-03-04 в Wayback Machine.
- Пространно священо битоописание на цръквата от вехтий и новий завет със 101 изображения. Нарядил Х. Г. Данов. Издава ся от съдружеството на Блъгарската книгопродавница в Пловдив. Пеща, 1859. У книгопечятн. Алойзиа Бучянский, 1859 Архив на оригинала от 2016-03-05 в Wayback Machine.
- Пространний християнский катихизис за православната съборна восточна черква (от Филарет Московски митрополит). Превел Хр. Г. Данов. 1863. Издава ся от книжярницата на Хр. Г. Данова и на съдружеството в Пловдив. (Във Вена, у книгопечятн. Л. Сомера) Архив на оригинала от 2016-03-04 в Wayback Machine.
- Теоретическа и практическа числителница. Съставил Хр. Г. Данов. Второ издание, съвсем преработено и допълнено. Книжярница на Хр. Г. Данов и с-ие в Пловдив, Русчюк и Велес, 1868. Във Виена, у книгопечятн. Л. Сомерова Архив на оригинала от 2016-03-04 в Wayback Machine.
- Часослов во употребление святия православния церкве восточнаго вероизповедания. Книжарница на Хр. Г. Данов в Пловдив, Русчук, Велес. Виена, 1875 Архив на оригинала от 2016-03-04 в Wayback Machine.